# Bartsia inaequalis
Bartsia inaequalis är en snyltrotsväxtart. Bartsia inaequalis ingår i släktet svarthösläktet, och familjen snyltrotsväxter.

## Underarter
Arten delas in i följande underarter:
- B. i. brachyantha
- B. i. duripilis
- B. i. inaequalis